# Даргинская письменность
Дарги́нская пи́сьменность — письменность, используемая для записи даргинского литературного языка. За время своего существования функционировала на разных графических основах и неоднократно реформировалась. В настоящее время даргинская письменность функционирует на кириллице. В истории даргинской письменности выделяются следующие этапы:
- XV век — 1928 год — письменность на основе арабского алфавита;
- 1860-е — 1910-е годы — письменность на основе кириллицы (параллельно с арабской);
- 1928—1938 годы — письменность на латинской основе;
- с 1938 года — современная письменность на основе кириллицы.

## Арабский алфавит

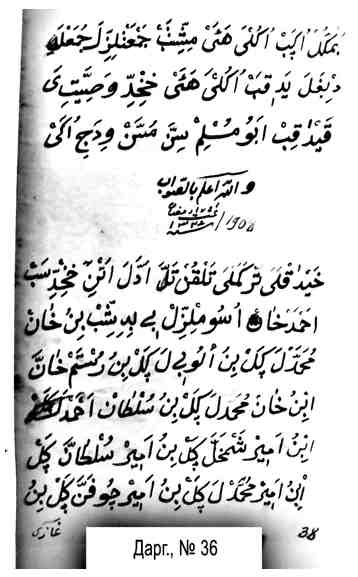
Страница даргинской рукописи 1908 г.

Старейшими памятниками даргинской письменности являются пометки на полях арабских рукописей, датируемые концом XV — началом XVI века. Так, в рукописи «Минхадж ал-‘абидин» (1494—1497 годы) переписчиком Идрисом, сыном Ахмада из Акуши на полях и между строк было записано арабским шрифтом более тысячи даргинских слов и выражений. Также большой объём даргинских слов фиксируется на полях рукописи «Ихйа улум ад-дин» (1506—1507 годы), переписанной тем же Идрисом. Для приспособления арабского алфавита Идрис создал три новых буквы, добавив к существующим знакам диакритические точки. С помощью этих 3 букв он обозначал 6 специфических звуков даргинского языка. Гласные звуки даргинского языка в этих рукописях обозначены с помощью значков-огласовок.
В более поздних даргинских рукописях, написанных арабским алфавитом, используется схожая графическая система. Но употребление тех или иных букв у разных авторов в разных трудах было непоследовательным. Кроме того, обычно одна арабская буква использовалась для обозначения сразу нескольких даргинских звуков: ک для [к], [кӀ], [г], ق для [къ], [кь], [хъ], چ для [ч] и [чӀ], ݤ для [хь] и [г], ژ для [ц], [цӀ] и [дз] и т. п. В таком виде даргинский алфавит на арабской основе использовался до 1920-х годов.
В 1920 году даргинский алфавит на арабской графической основе был реформирован и приближен к нуждам даргинской фонетики С. Омаровым. С 1921 года на нём стала выпускаться газета «Дарган», а также другие издания. К 1928 году даргинский алфавит на арабской основе выглядел так:
| آ | ا | ا۠ | ب | پ | ت | ر | ز | ڗ | ژ | د | ح | ج | خ | ڃ | چ | څ | س | ش | ڝ |
| ڞ | ع | غ | ڠ | ف | ڣ | ق | و | وٓ | ه | ﻫ | ل | ى | ن | ک | ࢰ | گ | ݤ | ط | م |

## Алфавит Услара

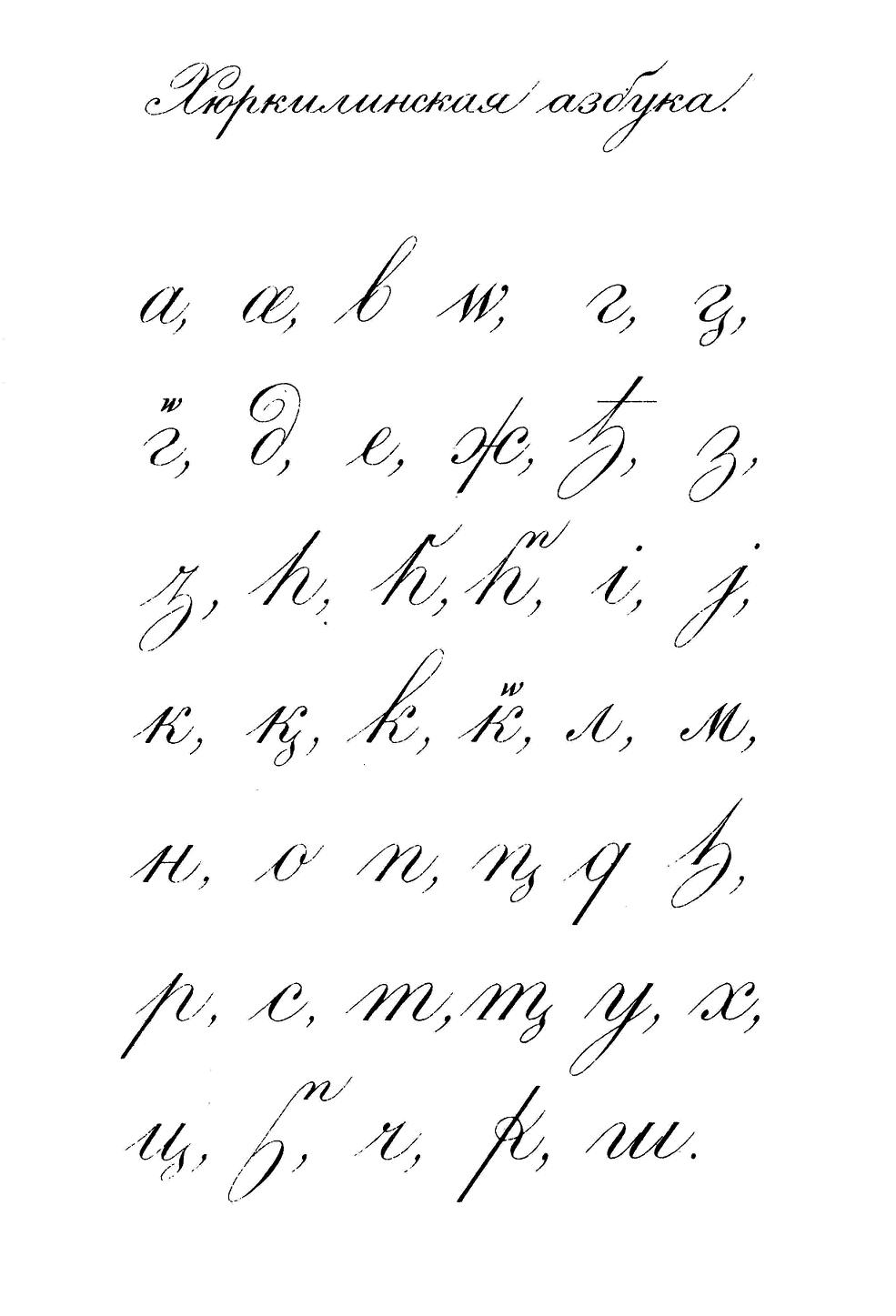
Даргинский алфавит П. К. Услара

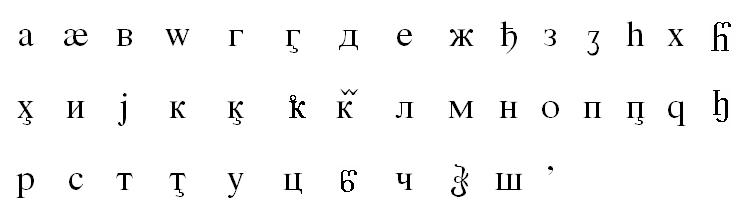
Даргинский алфавит из букваря 1911 года

В 1860-е годы, после присоединения Дагестана к Российской империи, этнографом и лингвистом П. К. Усларом была составлена первая даргинская грамматика (вышла в 1892 году в серии «Этнография Кавказа. Языкознание» под названием «Хюркилинский язык»). В этой грамматике был использован модифицированный кириллический алфавит с добавлением нескольких латинских и грузинских букв. В 1911 году на несколько изменённом варианте этого алфавита в Тифлисе был напечатан букварь «Даргилла алипуне wа луђисне жуж». Дальнейшего развития этот алфавит не получил.

## Латинский алфавит
Несмотря на многовековое бытование у даргинцев арабского алфавита, процент грамотных к середине 1920-х годов составлял лишь 4,9 %. В 1923 году на конференции мусульманских народов в Пятигорске был поднят вопрос о переходе дагестанских языков на латинский алфавит. Однако тогда этот вопрос был признан преждевременным. Вновь он был поднят в 1926 году. В феврале 1928 года 2-й объединённый пленум обкома и Совнаркома Дагестанской АССР поставил задачу разработать латинизированные алфавиты для народов республики, в том числе и для даргинцев. В том же году алфавит был составлен и утверждён. Согласно постановлению ЦИК Дагестанской АССР с 1 октября 1930 года латинизированный даргинский алфавит становился единственным допустимым к использованию во всех официальных сферах. В основу литературного языка был положен акушинский диалект.
Первый вариант даргинского латинизированного алфавит не имел заглавных букв и выглядел так: a, b, c, є, ç, d, e, ә, f, g, ǥ, ƣ, h, ⱨ, ħ, i, j, k, ⱪ, l, m, n, o, p, ҏ, q, ꝗ, r, s, ş, s̷, t, ƫ, u, v, x, ҳ, ӿ, z, ⱬ, ƶ, ƶ̢, ’. В 1930 году на I Дагестанской орфографической конференции для даргинского литературного языка были разработаны основы правописания, а в 1932 году проведена реформа алфавита — введены заглавные буквы и исключены буквы є, ǥ, ҏ. В результате алфавит принял следующий вид:
| A a | B b | C c | Ç ç | D d | E e | Ә ә | F f | G g | Ƣ ƣ |
| H h | Ⱨ ⱨ | Ħ ħ | I i | J j | K k | Ⱪ ⱪ | L l | M m | N n |
| O o | P p | Q q | Ꝗ ꝗ | R r | S s | Ş ş | S̷ s̷ | T t | T̨ t̨ |
| U u | V v | X x | Ҳ ҳ | Ӿ ӿ | Z z | Ⱬ ⱬ | Ƶ ƶ | Ⱬ̵ ⱬ̵ | Ӡ ӡ |

Этот алфавит использовался до 1938 года.

## Современный алфавит
В 1938 году даргинский алфавит, как и большинство других алфавитов народов СССР, был переведён на кириллическую графическую основу. 14 февраля 1938 года утверждённый проект алфавита был опубликован в газете «Дагестанская правда». Одновременно был составлен свод орфографических правил, позднее доработанный в 1940 и 1948—1950 годах. В декабре 1952 года на научной сессии Института истории, языка и литературы Дагестанского филиала АН СССР было предложено ввести в даргинский алфавит буквы Аь аь (широкий глоттизованный гласный), ЗӀ зӀ (звонкая аффриката дз) и ПӀ пӀ (смычно-гортанный взрывной согласный), но эта идея была отклонена. Позднее буква ПI пI всё-таки была введена в даргинский алфавит.
В настоящее время даргинский алфавит выглядит так:
| А а | Б б   | В в | Г г   | Гъ гъ | Гь гь | ГӀ гӀ | Д д   | Е е   | Ё ё   | Ж ж | З з   |
| И и | Й й   | К к | Къ къ | Кь кь | КӀ кӀ | Л л   | М м   | Н н   | О о   | П п | ПӀ пӀ |
| Р р | С с   | Т т | ТӀ тӀ | У у   | Ф ф   | Х х   | Хъ хъ | Хь хь | ХӀ хӀ | Ц ц | ЦӀ цӀ |
| Ч ч | ЧӀ чӀ | Ш ш | Щ щ   | Ъ ъ   | Ы ы   | Ь ь   | Э э   | Ю ю   | Я я   |     |       |

Буквы Ё ё, О о, Ы ы, ь (вне диграфов) и Ф ф встречаются только в заимствованиях (единственное незаимствованное даргинское слово с буквой ф — уфикӀес 'дуть'). Буквы З з и Ж ж помимо звуков [з], [ж] обозначают также аффрикаты [дз] и [дж].

## Таблица соответствия алфавитов
Составлено по:
| Современный алфавит | Латиница 1930-е | Алфавит Услара | Арабский (1920—1928) | Арабский (до 1920) | МФА   |
| ------------------- | --------------- | -------------- | -------------------- | ------------------ | ----- |
| А а                 | A a             | а              | ا ,آ                 | آ                  | a     |
| Б б                 | B b             | б              | ب                    | ب                  | b     |
| В в                 | V v             | w              | و                    | و                  | w     |
| Г г                 | G g             | г              | گ                    | ڮ                  | g     |
| Гъ гъ               | Ƣ ƣ             | ӷ              | غ                    | غ                  | ʁ     |
| Гь гь               | H h             | h              | ﻬ                    | ﻬ                  | h     |
| ГӀ гӀ               | Ⱨ ⱨ             | ꜧ              | ع                    | ع                  | ʕ     |
| Д д                 | D d             | д              | د                    | د                  | d     |
| Е е                 | E e, je         | e              | اه                   | -                  | e, je |
| Ё ё                 | -               | -              | -                    | -                  | ɵ     |
| Ж ж                 | Ƶ ƶ             | ж              | ژ                    | ج                  | ʒ     |
| З з                 | Z z             | з              | ز                    | ز                  | z     |
| И и                 | I i             | i              | اى                   | -                  | i     |
| Й й                 | J j             | j              | ى                    | ي                  | j     |
| К к                 | K k             | кᷱ              | ک                    | ک                  | k     |
| Къ къ               | Q q             | к              | ڠ                    | ق                  | q:    |
| Кь кь               | Ꝗ ꝗ             | q              | ق                    | ق                  | q̇     |
| КӀ кӀ               | Ⱪ ⱪ             | қ              | ࢰ                    | ࢰ                  | kʼ    |
| Л л                 | L l             | л              | ل                    | ل                  | l     |
| М м                 | M m             | м              | م                    | م                  | m     |
| Н н                 | N n             | н              | ن                    | ن                  | n     |
| О о                 | O o             | о              | او                   | -                  | o     |
| П п                 | P p             | п              | پ                    | ف                  | p     |
| ПӀ пӀ               | ҏ               | ԥ              | ڢ                    | ب                  | pʼ    |
| Р р                 | R r             | р              | ر                    | ر                  | r     |
| С с                 | S s             | с              | س                    | س                  | s     |
| Т т                 | T t             | т              | ت                    | ت                  | t     |
| ТӀ тӀ               | T̨ t̨             | ҭ              | ط                    | ط                  | t’    |
| У у                 | U u             | у              | او                   | و                  | u     |
| Ф ф                 | F f             | -              | ف                    | ف                  | f     |
| Х х                 | X x             | х              | خ                    | خ                  | χ     |
| Хъ хъ               | Ӿ ӿ             | k              | څ                    | ق                  | q     |
| Хь хь               | Ҳ ҳ             | h ͫ             | ݤ                    | ݤ                  | x:    |
| ХӀ хӀ               | Ħ ħ             | h ̆             | ح                    | ح                  | ћ     |
| Ц ц                 | S̷ s̷             | ц              | ڝ                    | ژ                  | ʦ     |
| ЦӀ цӀ               | Ⱬ ⱬ             | წ              | ڗ                    | ژ                  | ʦ’    |
| Ч ч                 | C c             | ч              | چ                    | چ                  | tʃ    |
| ЧӀ чӀ               | Ç ç             | ჭ              | ج                    | چ                  | ʧ’    |
| Ш ш                 | Ş ş             | ш              | ش                    | ش                  | ʃ     |
| Щ щ                 | şş              | -              | -                    | -                  | ʃː    |
| Ъ ъ                 | -               | -              | ء                    | -                  | ʔ     |
| Ы ы                 | -               | -              | -                    | -                  | ɨ     |
| Ь ь                 | -               | -              | -                    | -                  | -     |
| Э э                 | E e             | -              | اه                   | -                  | e     |
| Ю ю                 | ju              | -              | -                    | -                  | ju    |
| Я я                 | Ә ә, ja         | œ              | أ                    | -                  | ja    |
| -                   | Ⱬ̵ ⱬ̵             | ђ              | ڞ                    | -                  | t͡s    |
| -                   | Ӡ ӡ             | -              | -                    | -                  |       |
| -                   | є               | -              | ڃ                    | چ                  |       |
| -                   | g̵               | гᷱ              | ݢ                    | -                  |       |

## Письменность наречий даргинского языка

Закрывающая страница Свода законов Кайтаг-Дарго на уркарахско-кайтагском наречии
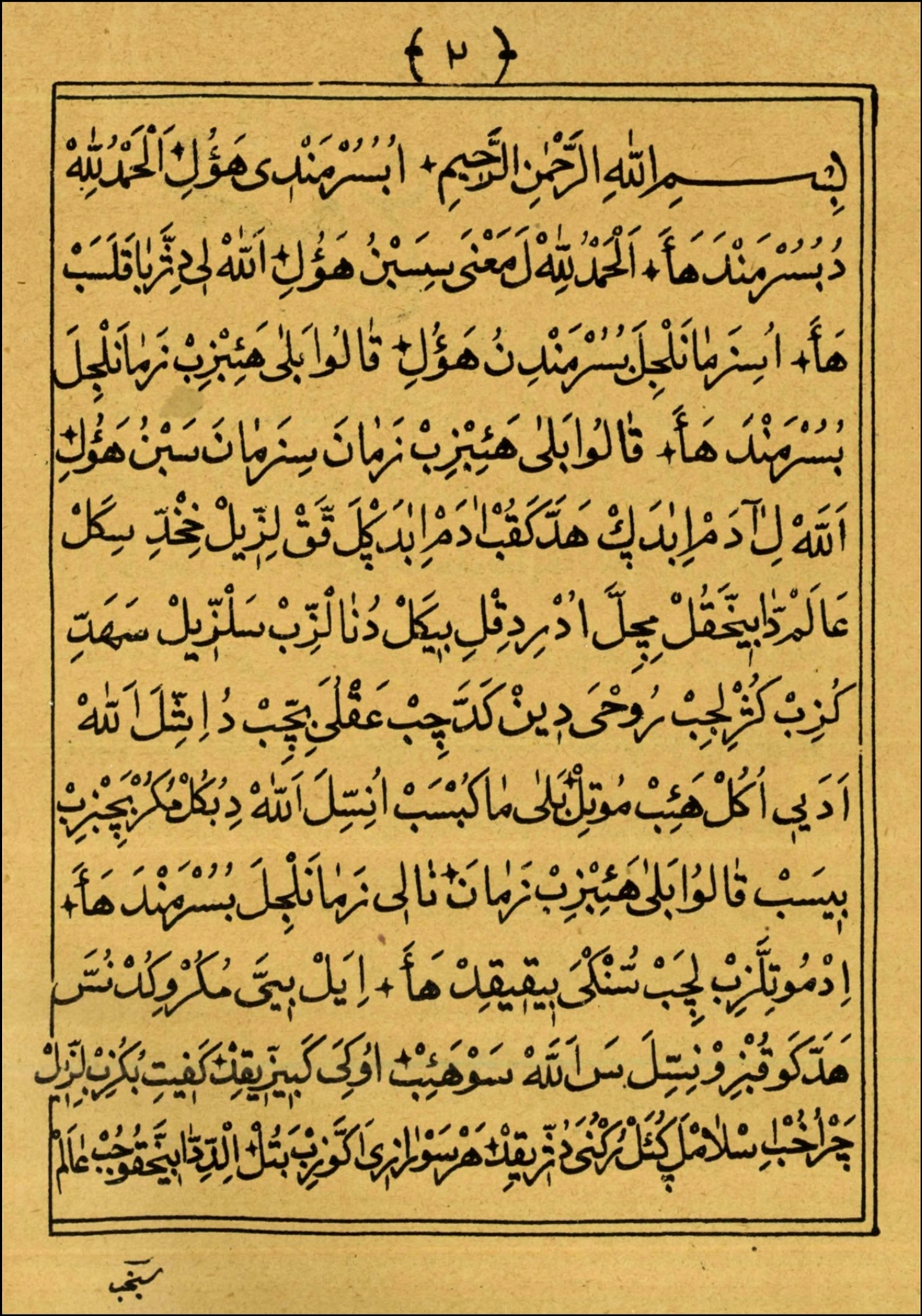
страница из книги «МаджмугI» (Сборник) на кубачинском диалекте на аджаме 1913 года издания. Единственная дореволюционная печатная книга на кубачинском, содержит основы ислама в виде вопросов и ответов

Кайтагский и кубачинский языки часто рассматриваются как диалекты даргинского языка. В XVI—XIX веках на этих языках был написан ряд рукописей, выполненных арабским алфавитом. Официальная письменность для них никогда не создавалась, однако известно, что в частной переписке кубачинцы пользуются даргинским алфавитом. С 1994 года началось книгоиздание на кубачинском языке (в основном сборники фольклора, а также некоторое количество словарей, разговорников и учебной литературы). В 2002 году был издан русско-кубачинский разговорник, где используется даргинский алфавит без буквы ПӀ пӀ.
В кубачинском разговорнике 2021 года приведён другой вариант алфавита:
| А а   | Б б   | В в   | Г г       | Гъ гъ | Гь гь     | ГӀ гӀ | Д д   | Е е   | Ё ё   | Ж ж   | З з |
| И и   | Й й   | К к   | Кк кк     | Къ къ | Къкъ къкъ | Кь кь | КӀ кӀ | Л л   | М м   | Н н   | О о |
| П п   | Пп пп | ПӀ пӀ | Р р       | С с   | Сс сс     | Т т   | Тт тт | ТӀ тӀ | У у   | Ф ф   | Х х |
| Хх хх | Хъ хъ | Хь хь | Хьхь хьхь | ХӀ хӀ | Ц ц       | Цц цц | ЦӀ цӀ | Ч ч   | Чч чч | ЧӀ чӀ | Ш ш |
| Щ щ   | Ъ ъ   | Ы ы   | Ь ь       | Э э   | Ю ю       | Я я   |       |       |       |       |     |

В 2020 году У. Гасановой издан русско-кайтагский разговорник, согласно которому кайтагский алфавит выглядит следующим образом:
| А а   | Б б       | В в   | Г г   | Гъ гъ | Гь гь | ГӀ гӀ | Д д   | Е е   | Ё ё | Ж ж   | З з   |
| И и   | Й й       | К к   | Кк кк | Къ къ | Кь кь | КӀ кӀ | Л л   | М м   | Н н | О о   | П п   |
| Пп пп | ПӀ пӀ     | Р р   | С с   | Т т   | Тт тт | ТӀ тӀ | У у   | Ф ф   | Х х | Хх хх | Хъ хъ |
| Хь хь | Хьхь хьхь | ХӀ хӀ | Ц ц   | Цц цц | ЦӀ цӀ | Ч ч   | Чч чч | ЧӀ чӀ | Ш ш | Шш шш | Щ щ   |
| Ъ ъ   | Ы ы       | Ь ь   | Э э   | Ю ю   | Я я   |       |       |       |     |       |       |

В 2024 году был предложен другой вариант кайтагского алфавита: А а, Б б, В в, Г г, Ғ ғ, Д д, Е е, Ж ж, З з, И и, Й й, К к, Кк кк, Кь кь, Ҡ ҡ, Ҡҡ ҡҡ, Ҡъ ҡъ, Л л, М м, Н н, О о, П п, Пп пп, Пь пь, Р р, С с, Т т, Тт тт, Ть ть, У у, Х х, Ҳ ҳ, Ц ц, Цц цц, Ць ць, Ч ч, Чч чч, Чь чь, Ш ш, Ь ь, Ъ ъ, Я я.
Также предложен алфавит цудахарского языка / наречия. Он включает все буквы алфавита литературного даргинского языка, а также дополнительную букву ГӀӀ гӀӀ.

## Комментарии
1. ↑  Введена в 1960-х
2. ↑  Исключена в 1932
3. ↑  Исключена в 1932
4. ↑  Исключена в 1932